# Георгий II (патриарх Александрийский)
Патриа́рх Гео́ргий II (греч. Πατριάρχης Γεώργιος Β΄) — Папа и Патриарх Александрийский и всего Египта (1021—1052).
Согласно арабским источникам, после споров Георгий был избран на патриарший в апреле 1021 года во время правления халифа аль-Захира, отменившего все ограничения, наложенные на немусульман. Христиане, ранее бежавшие из Египта, возвращались обратно, восстанавливались разрушенные храмы, со всей пышностью отмечались церковные праздники, и даже те, кто был насильственно обращен в ислам, безнаказанно возвращались в христианство.
Во время его Патриаршества христиане вновь приобрели влияние при дворе Фатимидов.